# Генеральне консульство України у Вроцлаві
Генеральне консульство України у Вроцлаві (пол. Konsulat Generalny Ukrainy we Wrocławiu) — консульська установа України у Вроцлаві, Польща.

## Історія консульства
У жовтні 2021 року було підписано угоду про оренду приміщення для розміщення Генконсульства України у Вроцлаві, а з 8 грудня 2021 року українськими консулами здійснюється робота щодо забезпечення консульського супроводу резонансних справ із захисту прав громадян у межах визначеного консульського округу. Консульство відкрито 17 січня 2022 року

## Генеральні консули України у Вроцлаві
1. Токар Юрій Любомирович (з 2022)